# Avačinskij
L'Avačinskij, detto anche Avača, Avačinskaja sopka, Gorelaja sopka, Monastyr, Saria o ancora Suachu, in russo Авачинская сопка, è uno stratovulcano della Russia posto nel sud della penisola della Kamčatka.

## Geografia

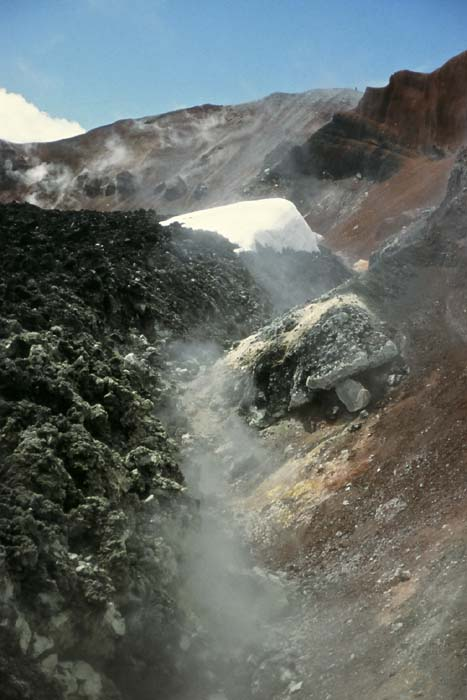
L'interno del cratere sommitale del vulcano con il duomo di lava formatosi nel 1991, sulla destra.

L'Avačinskij è affiancato a nord-ovest dal più elevato vulcano Korjakskij, mentre ad est si affaccia sulle coste del Pacifico; a sud ovest sorge la capitale della penisola, Petropavlovsk-Kamčatskij.
L'Avačinskij culmina a 2741 m sul livello del mare; il vulcano ha fianchi regolari attorniati da una caldera a forma di ferro di cavallo aperta verso sud-ovest. È affiancato a sud-est dal Kozel'skij, una bocca eruttiva laterale con un cratere aperto verso nord-est.
La montagna è uno stratovulcano facente parte della Cintura di fuoco del Pacifico, dalle eruzioni esplosive. Le sue eruzioni producono dei duomi di lava, che quando esplodono provocano importanti colonne eruttiva, con relative ricadute sotto forma di nubi ardenti di lahar e da piccole colate laviche che sono incanalate verso il sud-ovest dai bordi dell'antica caldera.

## Storia
L'Avačinskij è nato tra la metà e la fine del Pleistocene. Trenta o quarantamila anni fa si formò la caldera a forma di ferro di cavallo durante una esplosione che coprì di ceneri una zona vasta circa 500 chilometri quadrati, compreso il luogo dove oggi sorge la capitale della penisola Petropavlovsk-Kamčatskij. All'interno di questa caldera nei millenni si è andato formando l'attuale stratovulcano, questa è avvenuta in due distinte fasi la prima circa 18000 anni fa la seconda circa 7000 anni fa.
L'indice di esplosività vulcanica delle eruzioni del vulcano si situa tra 1 e 3 della scala, anche se in alcuni casi esse hanno toccato anche il quarto grado come quella del 1945 e del 1926 (per citare le più recenti). In epoca preistorica vi sono state varie eruzioni di potenza ancora superiore. Il duomo di lava attuale si è formato durante l'eruzione del 1991 e il suo volume è stimato in dieci chilometri cubici.
Nonostante fino ad ora le sue eruzioni non abbiano causato gravi danni o vittime, questo vulcano (come il suo vicino) è elencato nella lista dei Vulcani del Decennio.

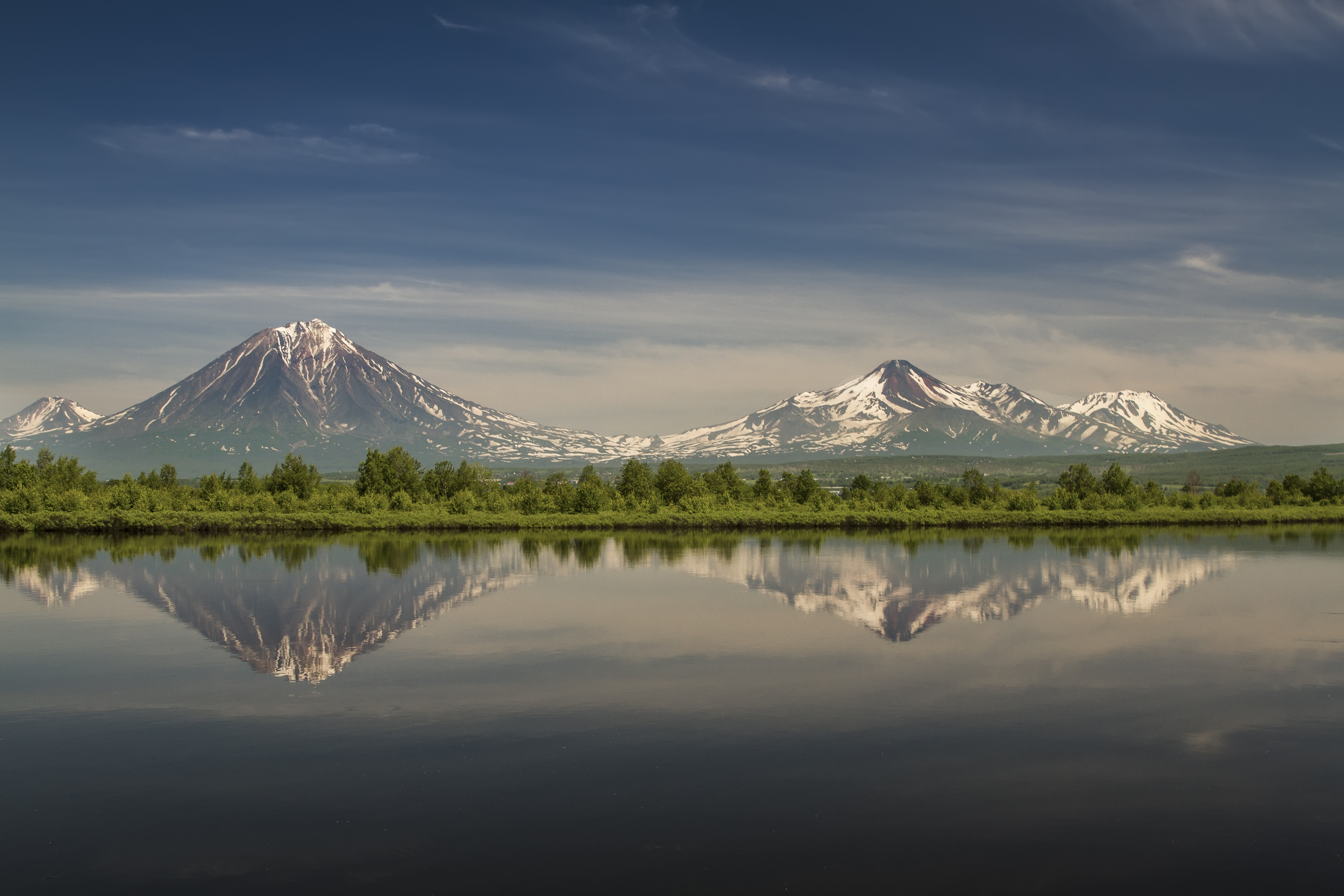
I tre vulcani di casa della città di Petropavlovsk-Kamchatsky: Korjakskij, Avachinsky e Kozelsky, Kamchatka, Russia